# نوووهرودیفکا
نوووهرودیفکا (به اوکراینی: Новогро́дівка) شهری در استان دونتسک در کشور اوکراین است. جمعیت این شهر ۱۴,۳۰۰ نفر (۲۰۲۱ تخمینی) است.